# Chris Ivory
Pour les articles homonymes, voir Ivory.
(en) Statistiques sur pro-football-reference
Christopher Lee Ivory, dit Chris Ivory, né le 22 mars 1988 à Longview, est un joueur américain de football américain.
Depuis 2016, ce running back joue en National Football League (NFL) pour les Jaguars de Jacksonville, après avoir joué pour les Saints de La Nouvelle-Orléans et les Jets de New York.